# Рамонда (песня)
«Рамонда» — песня сербской певицы Тея Доры. Выпуск сингла состоялся 25 января 2024 года.
С этой песней она представляла Сербию на конкурсе песни «Евровидение-2024». Тея Дора подала заявку на участие в национальном конкурсе «Песма за Евровизију '24» . Эту информацию она подтвердила 16 декабря 2023 года в программе Радио Телевидения Сербии.
«Рамонда» была написана певицей, а Андрияно «Айзи» Кадович и Лука «Luxonee» Йованович стали соавторами текста и музыки. Песню описывают как «волшебную колыбельную» и «патриотическую балладу». В финале национального отбора 2 марта 2024 года «Рамонда» получила максимальные 12 баллов от жюри, а также 10 баллов от телеголосования, таким образом выиграв национальный отбор и став заявкой Сербии на конкурсе песни «Евровидение-2024».

## Тема песни

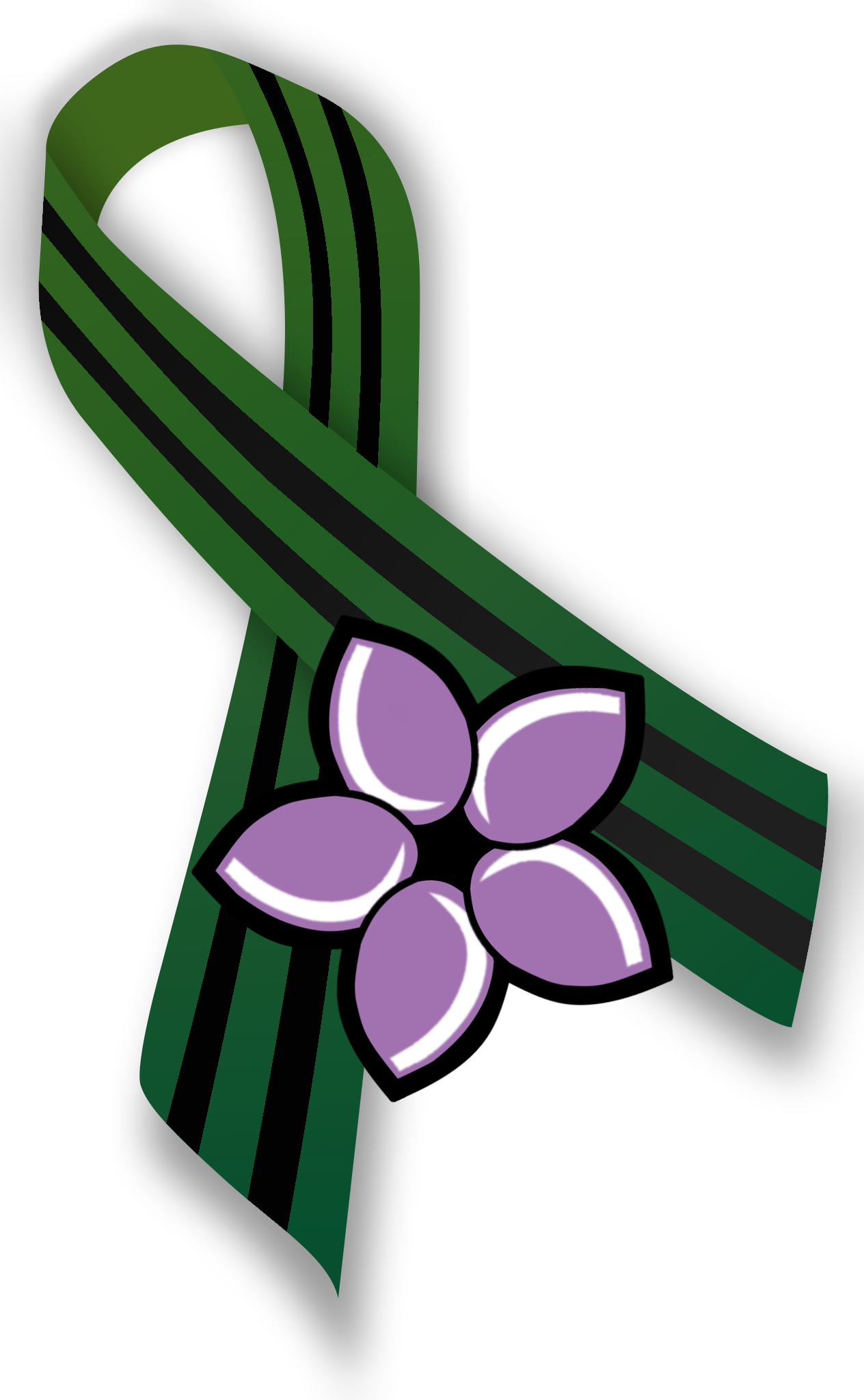
В Сербии в День перемирия носят значок, сочетающий в себе рамонду Натали и зелено-черную ленту Памятной медали Великого сербского отступления

Основной мотив лирики — рамонда Натали, символ борьбы и победы сербского народа в Первой мировой войне, благодаря своей способности возрождаться даже после полного высыхания; Сербия потеряла 28 % своего населения в Первой мировой войне. Рамонду носят накануне и в День перемирия в Сербии так же, как и памятный красный мак. Тейя Дора сказала о песне:
Я бы хотела быть рамондой, которая восстает, как феникс, из самых худших условий. Достаточно одной капли воды и лишь небольшого проблеска надежды, чтобы оно встало на путь, ведущий к его первоначальной красоте и силе. Я хочу, чтобы люди сами интерпретировали тексты, как они это делали с моими предыдущими песнями, т.е. видели какой-то собственный путь через метафору, которую я им дала. Путь храбрых, которые сражаются до последнего момента, которые не сдаются, даже когда кажется, что надежды нет.

## Музыкальное видео
Клип на песню был выпущен 1 марта. Видео открывается цитатой «Свет во тьме светит, и тьма не может погасить его» на английском языке, перефраз цитаты из Библии. На нем изображена Тейя Дора, лежащая на камне и идущая за светом, который ведет её к горе (возможно, символу Ртаня, места обитания рамонды Натали). Он завершается сценой воскрешения цветка. Informer охарактеризовал клип как «достойный мировых звезд».
Во время выступления на национальном отборе Тейя Дора лежала на камне, похожем на тот, что показан в музыкальном клипе.

## Конкурс песни «Евровидение-2024»
Конкурс песни «Евровидение 2024» пройдет на Мальмё Арене в Мальмё, Швеция, и будет состоять из двух полуфиналов, которые пройдут 7 и 9 мая, и финала 11 мая 2024 года. Согласно правилам «Евровидения», все страны, за исключением принимающей страны и стран «Большой пятёрки» (Франция, Германия, Италия, Испания и Великобритания), должны пройти отбор в одном из двух полуфиналов, чтобы попасть в финал; десять лучших стран из каждого полуфинала проходят в финал. Сербия выступит в первой половине первого полуфинала конкурса.

## Список композиций
| №  | Название  | Длительность |
| -- | --------- | ------------ |
| 1. | «Рамонда» | 2:54         |

## Чарты
| Чарт (2024)          | Высшая позиция |
| -------------------- | -------------- |
| Хорватия (Billboard) | 19             |